# Mateja Medvedič
Mateja Medvedič (Liubliana, 1967) es una arquitecta, crítica de arquitectura, arte y escenógrafa de cine y televisión eslovena.

## Biografía
Licenciada en Arquitectura por la Universidad de Liubliana, sus artículos y entrevistas han sido publicados en varias revistas eslovenas y extranjeras, así como en la televisión. Medvedič ha trabajado como periodista de arquitectura en la Radiotelevisión eslovena, el servicio de radiodifusión nacional de Eslovenia. También fue la coeditora de la revista de arquitectura eslovena y croata Oris, y colaboradora habitual de la revista Ambient entre los años 1999 y 2007. Actualmente (2014), edita la sección de arquitectura de Eslovenia y Australia de la revista electrónica Sloveniana, dentro del portal web Thezaurus. Ha dirigido un buen número de producciones cinematográficas eslovenas y extranjeras, programas de televisión y anuncios publicitarios. En 2004 recibió el premio nacional Vesna en el séptimo Festival de Cine Esloveno por la mejor dirección de arte. Medvedič pertenece al comité de expertos del Premio Europeo del Espacio Público Urbano desde la edición de 2014.